# Zena Cardman
Zena Maria Cardman, född 26 oktober 1987 i Urbana, Illinois, är en amerikansk astronaut uttagen i astronautgrupp 22 i juni 2017.
Hon planerades göra sin första rymdfärd med SpaceX Crew-9, men då problem uppstod under Boeing Crewed Flight Test flyttades hon till SpaceX Crew-11.